# Прентисс, Пола
По́ла Пре́нтисс Бе́нджамин (англ. Paula Prentiss Benjamin; род. 4 марта 1938) — американская актриса.

## Ранние годы
Пола Рагуза родилась в Сан-Антонио, штат Техас. У неё была младшая сестра, Энн (1939—2010), также являвшаяся актрисой. Она получила образование в Северо-Западном университете, где встретила своего будущего мужа Ричарда Бенджамина. В тот же период она подписала контракт со студией Metro-Goldwyn-Mayer на съемки в кинофильмах.

## Карьера
Прентисс добилась успеха как комедийная актриса благодаря ролям в фильмах начала 1960-х годов «Там, где ребята», «Машина медового месяца», «Холостяк в раю» и «Лейтенант на горизонте». После её карьера пошла в гору, и крупные голливудские студии предлагали ей участие в своих фильмах. Она снялась с Роком Хадсоном в фильме 1964 года «Любимый спорт мужчин», а после в таких фильмах, как «Мир Генри Ориента», «Что нового, киска?», «Уловка-22», «Последний из живущих», «В опасности», «Переезд», «Заговор „Параллакс“».
Прентисс сыграла главную роль в комедийном сериале «Он и она» (1967—1968). Хотя шоу не имело высоких рейтингов, оно было любимо критиками, а актриса получила номинацию на премию «Эмми» за лучшую женскую роль в комедийном телесериале в 1968 году. После закрытия сериала она вернулась в кино. Она сыграла одну из главных ролей в фильме «Степфордские жёны».
В начале 1980-х годов Прентисс ушла с экранов, в течение последующих годов появляяшь лишь с эпизодическими ролями. В 2016 году она исполнила главную роль в фильме ужасов «Я прелесть, живущая в доме», где снялась по настоянию друга семьи, режиссёра Оза Перкинса.

## Личная жизнь
С 1961 года Прентисс замужем за актёром Ричардом Бенджамином. У них есть двое детей — сын Росс (род. 1974) и дочь Прентисс (род. 1978).

## Фильмография

### Кино
| Год  | Русское название           | Оригинальное название                         | Роль                     | Примечания                                                                   |
| ---- | -------------------------- | --------------------------------------------- | ------------------------ | ---------------------------------------------------------------------------- |
| 1960 | Там, где ребята            | Where the Boys Are                            | Таггл Карпентер          | Номинация — Премия «Лорел» за лучшую женскую комедийную роль                 |
| 1961 | Машина медового месяца     | The Honeymoon Machine                         | Пэм Данстан              |                                                                              |
| 1961 | Холостяк в раю             | Bachelor in Paradise                          | Линда Дилавейн           |                                                                              |
| 1962 |                            | The Horizontal Lieutenant                     | лейтенант Молли Блю      |                                                                              |
| 1963 | Следуя за парнями          | Follow the Boys                               | Тони Денам               |                                                                              |
| 1964 | Любимый спорт мужчин       | Man's Favorite Sport?                         | Эбигейл Пейдж            |                                                                              |
| 1964 | Мир Генри Ориента          | The World of Henry Orient                     | Стелла Даннворти         |                                                                              |
| 1964 | В поиске любви             | Looking for Love                              | Пола Прентисс            |                                                                              |
| 1965 | По методу Харма            | In Harm's Way                                 | Беверли Макконнелл       |                                                                              |
| 1965 | Что нового, киска?         | What's New Pussycat?                          | Лиз Биен                 |                                                                              |
| 1970 | Уловка-22                  | Catch-22                                      | медсестра Даккетт        |                                                                              |
| 1970 | Переезд                    | Move                                          | Долли                    |                                                                              |
| 1971 | Рождённый побеждать        | Born to Win                                   | Вероника                 |                                                                              |
| 1972 |                            | Last of the Red Hot Lovers                    | Бобби Мишель             |                                                                              |
| 1974 | Безумный Джо               | Crazy Joe                                     | Энн                      |                                                                              |
| 1974 | Заговор «Параллакс»        | The Parallax View                             | Ли Картер                |                                                                              |
| 1975 | Степфордские жёны          | The Stepford Wives                            | Бобби Маркоу             |                                                                              |
| 1980 | Чёрный шарик               | The Black Marble                              | сержант Натали Циммерман |                                                                              |
| 1981 | Суббота, 14-е              | Saturday the 14th                             | Мэри Хайатт              | Номинация — Премия «Stinkers Bad Movie» за худшую женскую роль второго плана |
| 1981 | Друг-приятель              | Buddy Buddy                                   | Селия Клуни              | Номинация — Премия «Stinkers Bad Movie» за худшую женскую роль второго плана |
| 1996 | Миссис Уинтерборн          | Mrs. Winterbourne                             | медсестра                | Не указана в титрах                                                          |
| 2007 | Последняя игра             | Hard Four                                     | Шерри                    |                                                                              |
| 2016 | Я прелесть, живущая в доме | I Am the Pretty Thing That Lives in the House | Айрис Блум               |                                                                              |

### Телевидение
| Год       | Русское название               | Оригинальное название                   | Роль                 | Примечания                                                                                             |
| --------- | ------------------------------ | --------------------------------------- | -------------------- | --- |
| 1963      | Сансет-Стрип, 77               | 77 Sunset Strip                         | модель               | Не указана в титрах Эпизод: «The Fumble»                                                               |
| 1967—1968 | Он и она                       | He & She                                | Пола Холлистер       | Регулярная роль, 26 эпизодов Номинация — Премия «Эмми» за лучшую женскую роль в комедийном телесериале |
| 1972      | Жена — не лишняя               | The Couple Takes a Wife                 | Барбара Хэмилтон     | Телевизионный фильм                                                                                    |
| 1977      |                                | No Room to Run                          | Терри Маккена        | Телевизионный фильм                                                                                    |
| 1977      |                                | Having Babies II                        | Триш Кэнфилд         | Телевизионный фильм                                                                                    |
| 1979      | Дружба, секреты и ложь         | Friendships, Secrets and Lies           | Сэнди                | Телевизионный фильм                                                                                    |
| 1980      | Вершина холма                  | Top of the Hill                         | Норма Эллсворт Калли | Телевизионный фильм                                                                                    |
| 1981      | Мистер и Миссис Дракула        | Mr. and Mrs. Dracula                    | Соня Дракула         | Невышедший пилот                                                                                       |
| 1983      |                                | Packin' It In                           | Дайан Уэббер         | Телевизионный фильм                                                                                    |
| 1983      | Матери против пьяных водителей | M.A.D.D.: Mothers Against Drunk Drivers | Линн Уайли           | Телевизионный фильм                                                                                    |
| 1992      | Она написала убийство          | Murder, She Wrote                       | Леонора Холт         | Эпизод: «Incident in Lot 7»                                                                            |
| 1995      | Правосудие Берка               | Burke's Law                             | Карла Мартинет       | Эпизод: «Who Killed the Hollywood Headshrinker?»                                                       |